# クレマン・ラングレ
- クレメント・ラングレ
- クレメン・ラングレ

クレマン・ラングレ（Clément Lenglet，1995年6月17日 - ）は、フランス・ボーヴェ出身のサッカー選手。アトレティコ・マドリード所属。フランス代表。ポジションはDF。

## 経歴
ナンシーの下部組織で育ち、2015-16シーズンにトップチームで34試合に出場し、リーグ・アン昇格に貢献した。
スペインのセビージャが獲得に関心を示し、2017年1月4日に2021年までの契約をセビージャと締結した。移籍金は500万ユーロ。2017年8月19日のエスパニョールとの開幕戦で初ゴールを決めると、その後はチームの中心選手として活躍。チャンピオンズリーグではベストイレブンに選出された。
2018年5月、バルセロナが3500万ユーロで個人合意したと報じられた。2018年7月12日、バルセロナが3590万ユーロの契約解除金を支払って獲得したことを発表した。契約期間は5年間で、契約解除金は3億ユーロに設定された。10月31日の国王杯、クルトゥラル・レオネサ戦で移籍後初ゴールを決めた。結局同シーズンはサミュエル・ユムティティが左膝を負傷した影響もあってポジションを掴むと23試合に出場した。
2019年5月19日、ディディエ・デジャン監督のフランス代表に選出され、6月11日のアンドラ代表戦で代表デビューした。9月10日のアンドラ代表戦で代表初ゴールを決めた。
2022年7月8日、イングランドのトッテナム・ホットスパーへレンタル移籍することが発表された。2023年6月15日、期限付き移籍期間満了に伴い、トッテナム退団が発表された。
2023年9月1日、アストン・ヴィラへの1年間のレンタル移籍が発表された。
2024年8月26日、アトレティコ・マドリードへの1年間のレンタル移籍が発表されるとともに、バルセロナと2026年まで延長をした。2025年6月9日、バルセロナとの契約解除に合意し、アトレティコ・マドリードと2028年まで契約を結んだ。

## 人物
分析好きで知られ、iPadを使って対戦相手を調査することを得意とする。

## 個人成績
| クラブ     | シーズン | リーグ       | リーグ戦 | リーグ戦 | カップ戦 | カップ戦 | 国際大会 | 国際大会 | その他 | その他 | 合計 | 合計 |
| クラブ     | シーズン | リーグ       | 出場     | 得点     | 出場     | 得点     | 出場     | 得点     | 出場   | 得点   | 出場 | 得点 |
| ---------- | -------- | ------------ | -------- | -------- | -------- | -------- | -------- | -------- | ------ | ------ | ---- | ---- |
| ナンシー   | 2013-14  | リーグ・ドゥ | 3        | 0        | 0        | 0        | -        | -        | 0      | 0      | 3    | 0    |
| ナンシー   | 2014-15  | リーグ・ドゥ | 22       | 0        | 2        | 0        | -        | -        | 2      | 0      | 26   | 0    |
| ナンシー   | 2015-17  | リーグ・ドゥ | 34       | 2        | 1        | 0        | -        | -        | 1      | 0      | 36   | 2    |
| ナンシー   | 2016-17  | リーグ・アン | 18       | 0        | 0        | 0        | -        | -        | 2      | 0      | 20   | 0    |
| ナンシー   | 通算     | 通算         | 77       | 2        | 3        | 0        | -        | -        | 5      | 0      | 85   | 2    |
| セビージャ | 2016-17  | プリメーラ   | 17       | 0        | 1        | 0        | 1        | 0        | 0      | 0      | 19   | 0    |
| セビージャ | 2017-18  | プリメーラ   | 35       | 3        | 8        | 0        | 11       | 1        | 0      | 0      | 54   | 4    |
| セビージャ | 通算     | 通算         | 52       | 3        | 9        | 0        | 12       | 1        | 0      | 0      | 37   | 4    |
| バルセロナ | 2018-19  | プリメーラ   | 23       | 1        | 9        | 0        | 12       | 0        | 1      | 0      | 45   | 2    |
| バルセロナ | 2019-20  | 28           | 2        | 3        | 0        | 9        | 1        | 0        | 0      | 40     | 4    |      |
| バルセロナ | 2020-21  | 33           | 1        | 5        | 0        | 8        | 0        | 2        | 0      | 48     | 1    |      |
| バルセロナ | 通算     | 通算         | 84       | 4        | 17       | 0        | 29       | 1        | 3      | 0      | 133  | 7    |
| 総通算     | 総通算   | 総通算       | 213      | 9        | 29       | 2        | 41       | 2        | 8      | 0      | 291  | 13   |

## タイトル
FCバルセロナ
- プリメーラ・ディビシオン : 2018-19
- コパ・デル・レイ : 2020-21
- スーペルコパ・デ・エスパーニャ : 2018